# Naozhuo
Brain Failure (xinès tradicional: 腦濁, xinès simplificat: 脑浊, pinyin: Nǎozhuó, literalment 'Dany cerebral') és un grup punk rock xinés de Pequín. Durant la dècada del 1990, la Xina va començar a importar música occidental alternativa i underground, permetent a bandes com Brain Failure inspirar-se en bandes punk com The Clash i Rancid. Com una de les poques bandes xineses en fer-se un nom a Occident, ha fet gires amb grups com Dropkick Murphys, The Business i The Unseen de Boston, Massachusetts. El 20 de febrer de 2007, Brain Failure també va publicar un EP dividit amb una altra banda de Boston, Big D and the Kids Table, titulat precisament Beijing to Boston.
El 2011 van aparèixer a la pel·lícula Snow Flower and the Secret Fan, dirigida per Wayne Wang, amb Li Bingbing i Hugh Jackman.

## Història
Es considera que el 1994 comença el punk a la Xina, amb He Yong i les bandes Underbaby i Maitian Shouwangzhe. Brain Failure és una de les bandes pioneres del punk al país, ja que el 1998 estan en actiu, juntament amb altres bandes com 69, Anarchy Boys, o Reflector, que s'agrupaven al voltant del fanzine Wuliaojundui i el local Haojiao Julebu.
El 8 d'abril del 1998 hi hagué un concert al club Haojiao amb 200 assistents, doblant la capacitat del local. L'impulsor del local també va fundar un segell de música independent, anomenat també Haojiao, que publicaria el 1999 el primer disc d'estudi on apareix Brain Failure, un recopilatori juntament amb altres bandes pioneres de l'escena a Beijing.
El 10 de maig del 1998 se celebra al Feng Bao de Beijing un concert de diverses bandes de punk, i Brain Failure debuta amb una formació composta Mike Tuqiang, Xiao Rong i Li Peng.
El primer cantant del grup fou Mike Tuqiang, qui feia les lletres en anglés de la banda. Quan marxa a Londres a estudiar, Xiao Rong assumeix el lideratge del grup i completa la formació amb Li Peng i Gao Yang. A poc a poc, la banda comença a rebre influències de l'Oi!, com també farien Anarchy Jerks, Reflector, i una formació llavors incipient, Misandao.
En paral·lel, Xiao Rong va formar part de Cocktail 78, on coincideix amb Dave O'Dell, i ambdós refundarien Brain Failure en dissoldre's Cocktail 78, juntament amb uns jovenívols Xu Lin i Wang Jian, que entren a la banda per influència de Xiao Rong.
Entrada la dècada del 2000 el grup tindria encara més èxit, sent convidats al Fuji Rock. També en aquell moment O'Dell deixa el grup i és substituït per Shi Xudong, baixista de Shitdog. El 2001 enregistren el primer disc el solitari, Turn on distortion.

## Formació

### Formació actual
- Xiao Rong - veu, guitarra elèctrica
- Wang Jian: guitarra elèctrica, cors
- Gao Yufeng - baix
- Xu Lin - bateria

### Antics membres
- Dave O'Dell - baix
- Shi Xudong - baix[15]
- Ma Jiliang - baix
- Mike Tuqiang - cantant i baixista[9]
- Gao Yang[10]
- Li Peng[10]

## Discografia

### Album d'estudi
- 1999 – Wuliao Contingent[17]
- 2002 – Turn On The Distortion
- 2005 – American Dreamer
- 2006 – Beijing to Boston (split amb Big D and the Kids Table)[2]
- 2007 – Coming Down to Beijing
- 2008 – A Box in The Broken Ball
- 2009 – Downtown Production

### Participacions a compilacions
- 1998 - Wuliaojundui - Christmas in Scream![18]
- 1999 – Wuliao Contingent[17]
- 2004 – Give'em the Boot (Hellcat Records), amb That's What I Know (track 11)